# Association biblique baptiste internationale
L’Association biblique baptiste internationale (anglais : Baptist Bible Fellowship International) est une association chrétienne évangélique d'églises baptistes indépendantes. Son siège est situé à Springfield (Missouri).

## Histoire
L’Association a été fondée dans une réunion à Fort Worth en 1950 par un groupe de 100 pasteurs de la World Baptist Fellowship en désaccord avec la direction autoritaire du dirigeant. Cette même année, le Baptist Bible College et le siège de l’organisation ont été établis à Springfield (Missouri). Elle a établi diverses églises bibliques baptistes fondamentalistes dans le monde. En 2000, elle comptait 4 500 églises et 1 200 000 membres. Selon un recensement de l'association publié en 2020, elle disait avoir 4,000 églises aux États-Unis et être présente dans 80 pays.

## Croyances
Elle a une confession de foi baptiste . Ses croyances font partie du courant fondamentaliste .